# Рибосомний білок S15
Рибосомний білок S15 (англ. Ribosomal protein S15) – білок, який кодується геном RPS15, розташованим у людей на короткому плечі 19-ї хромосоми.  Довжина поліпептидного ланцюга білка становить 145 амінокислот, а молекулярна маса — 17 040.
| 10         |  | 20         |  | 30         |  | 40         |  | 50         |
| ---------- |  | ---------- |  | ---------- |  | ---------- |  | ---------- |
| MAEVEQKKKR |  | TFRKFTYRGV |  | DLDQLLDMSY |  | EQLMQLYSAR |  | QRRRLNRGLR |
| RKQHSLLKRL |  | RKAKKEAPPM |  | EKPEVVKTHL |  | RDMIILPEMV |  | GSMVGVYNGK |
| TFNQVEIKPE |  | MIGHYLGEFS |  | ITYKPVKHGR |  | PGIGATHSSR |  | FIPLK      |

A: Аланін

D: Аспарагінова кислота

E: Глутамінова кислота

F: Фенілаланін

G: Гліцин

H: Гістидин

I: Ізолейцин

K: Лізин

L: Лейцин

M: Метіонін

N: Аспарагін

P: Пролін

Q: Глутамін

R: Аргінін

S: Серин

T: Треонін

V: Валін

Цей білок за функціями належить до рибонуклеопротеїнів, рибосомних білків. 